# Kenjū tenshi
Kenjū tenshi (jap. 拳銃天使) – manga autorstwa Osamu Tezuki, wydana 20 kwietnia 1949 nakładem wydawnictwa Tokodo.

## Fabuła
Zbuntowany policjant Ham Egg planuje przejęcie kontroli nad małym miasteczkiem na pograniczu Nowego Meksyku i Arizony. Tylko jedna osoba stoi mu na drodze: rdzenny Amerykanin i strzelec wyborowy, znany jako „Monster”. W walce z Ham Eggiem i jego gangiem Monsterowi pomaga dwójka młodych strzelców, Anna i Jim, którzy podejmują walkę z korupcją i dążą do wyzwolenia miasteczka.

## Bohaterowie
- Monster (jap. モンスター Monsutā)

Rdzenny Amerykanin, który przebiera się za zamaskowanego kowboja, aby udaremnić spisek Ham Egga.
- Anna (jap. アンナ An’na)

Strzelczyni wyborowa, która pomaga Monsterowi w walce.
- Jim (jap. ジム Jimu)

Młody strzelec, który pomaga Monsterowi w walce o wolność miasta.
- Ham Egg (jap. ハム・エッグ Hamu Eggu)

Nikczemny policjant w małym miasteczku, który pragnie przejąć nad nim kontrolę przy pomocy burmistrza.